# Guerra comercial entre Corea del Sud i el Japó
El conflicte comercial entre Corea del Sud i el Japó és una guerra comercial en curs entre Corea del Sud i el Japó, la tercera i la desena (onzena en 2019) economies nacionals més grans del món, respectivament.
Hi ha diferents causes assenyalades darrere del conflicte. El govern japonès va retirar a Corea del Sud de la «llista blanca» de comerç preferencial al juliol de 2019, com a resposta a les suposades violacions sud-coreanes de les prohibicions de les Nacions Unides d'exportar uns certs materials a Corea del Nord. Posteriorment, es va argumentar oficialment que el conflicte va ser causat per l'incompliment per part del govern sud-coreà dels controls i regulacions d'exportació per a evitar la revenda de béns estratègics, i per ignorar la petició del govern japonès de mantenir converses sobre el control de les exportacions durant tres anys. No obstant això, el conflicte es va considerar una represàlia a les decisions del Tribunal Suprem de Corea del Sud sobre les indemnitzacions del govern sud-coreà. El govern sud-coreà també ha negat qualsevol acusació de mala gestió per part del govern japonès.
Diversos observadors externs han afirmat que les tensions actuals són un reflex o una resposta a diversos greuges històrics derivats de l'ocupació japonesa de la península coreana i de recents punts conflictius de la regió, com les relacions amb Corea del Nord i la República Popular de la Xina.
La disputa comercial ha provocat una important deterioració de les relacions entre el Japó i Corea del Sud fins a aconseguir el punt més baix des que tots dos països van normalitzar les seves relacions diplomàtiques en 1965.